# Sunderland Bridge
Sunderland Bridge är en by i civil parish Croxdale and Hett, i kommunen Durham i grevskapet Durham i England. Byn är belägen 5 km från Durham. Sunderland Bridge var en civil parish 1866–1986 när blev den en del av Croxdale & Hett. Civil parish hade 907 invånare år 1961.